# Мухин, Юрий Валериевич
Юрий Валериевич Мухин (14 августа 1971, Красноярск-45, Красноярский край) — советский и российский пловец, заслуженный мастер спорта СССР (1992), член сборной команды СССР, Объединённой команды (СНГ), России (1991—1996 годы).

## Биография
Учился в средней образовательной школе № 170. Плаванием начал заниматься в 1979 году в детской юношеской спортивной школе бассейна «Нептун» у Людмилы Зыковой, а продолжил у заслуженного тренера России — Виктора Авдеева, специализируясь в плавании вольным стилем.
В 1988 году поступил в Омский государственный институт физической культуры (ОГИФК) на отделение плавания, где продолжил тренироваться у заслуженного тренера России Валерия Петровича Бачина.
В предолимпийском сезоне, на первом чемпионате СНГ выполнил норматив мастера спорта СССР международного класса (1992) и был включен в бригаду кролистов Объединенной команды для участия XXV летних Олимпийских играх под руководством заслуженного тренера СССР и России Геннадия Геннадьевича Турецкого.
27 июля 1992 года Юрий Мухин становится Чемпионом XXV летних Олимпийских игр в составе эстафетной команды 4х200 м вольным стилем, установившей мировой рекорд, продержавшийся до 2000 года.
В дальнейшем Юрий Мухин побеждал на чемпионате Европы, неоднократно становился призером чемпионатов мира на короткой воде и Кубка мира.
Окончил ОГИФК в 1993 году (с 2003 года СибГУФК), спортивную карьеру в 1996 году, перейдя на тренерскую работу в Омский центр Олимпийской подготовки по плаванию. Заместитель директора центра.
Является спортивным судьей всероссийской категории, судьей международной категории по плаванию (в активе судейство крупнейших национальных стартов, соревнований Всемирной Универсиады 2013 года и чемпионата мира по водным видам спорта 2015 года), почётным членом Омской федерации плавания и Омского областного отделения Федерации плавания России..
В Омской области с 2011 года регулярно проводится региональный турнир по плаванью на призы заслуженного мастера спорта СССР Юрия Мухина. Ведёт общественную деятельность: на базе спортивного комплекса «Ермак» в Омске осуществляется тренерская деятельность под брендом «Плавать у Мухиных»
Юрий Мухин является первым пловцом в истории Красноярского края и Омской области, который принял участие в Олимпийских играх, и единственным обладателем золотой олимпийской медали в спортивном плавании.

## Спортивные достижения
- Чемпион XXV летних Олимпийских игр 1992 года в эстафете 4×200 м вольным стилем (в составе Объединённой команды)[11].
- Чемпион Европы 1993 года в эстафете 4×200 м вольным стилем.
- Бронзовый призёр Чемпионата Мира по короткой воде 1993 года в эстафете 4×100 м вольным стилем.
- Бронзовый призёр Кубка Мира 1993 года по кроткой воде на дистанции 200 м вольным стилем[12].
- Серебряный призёр Чемпионата Мира 1994 года в эстафете 4×200 м вольным стилем.
- Бронзовый призёр Чемпионата Мира по короткой воде 1995 года в комбинированной эстафете 4×100 м.
- Бронзовый призёр ХVIII Всемирной летней Универсиады 1995 года в комбинированной эстафете 4×100 м[13]
- Чемпион СССР 1990 и 1991 годов и России 1993 и 1996 годов.

## Награды и звания
- Мастер спорта СССР по плаванию (1987)
- Мастер спорта СССР международного класса по плаванию присвоено Государственным комитетом по физической культуре и спорту при Совете Министров СССР (1992)
- Звание «Заслуженный мастер спорта СССР» присвоено Государственным комитетом по физической культуре и спорту при Совете Министров СССР 01.08.1992
- Почётный гражданин города Зеленогорска — постановление администрации города № 732-п от 25.06.1996
- Медаль «За честь и мужество» (2016)
- Медаль «Омск. 300-летие» (2016)
- Благодарственное письмо Губернатора Омской области (2021)